# San Francisco 49ers 1988
La stagione 1988 dei San Francisco 49ers è stata la 39ª della franchigia nella National Football League, coronata dalla terza vittoria del Super Bowl. Nella stagione regolare, tuttavia, la squadra faticò, trovandosi a un certo punto su un record di 6-5, col concreto rischio di rimanere fuori dai playoff. I Niners alternarono i quarterback Joe Montana e Steve Young che partirono come titolare in diversi momenti della stagione. Una vittoria sui Washington Redskins nel Monday Night Football però li risollevò, portandoli a concludere con un bilancio di 10-6. Nel divisional round dei playoff batterono in casa i Minnesota Vikings. Nella finale della NFC, al Soldier Field di Chicago, batterono i Bears 28-3. Nel Super Bowl XXIII batterono i Cincinnati Bengals con Jerry Rice che fu nominato MVP, dopo avere ricevuto 11 passaggi per un record dell'evento di 215 yard e un touchdown.
Per i 49ers, si trattò della prima apparizione al Super Bowl dalla loro vittoria sui Miami Dolphins nel Super Bowl XIX. Nei tre anni tra quei due Super Bowl, raggiunsero sempre i playoff ma furono sempre eliminati al primo turno, a causa delle cattive prestazioni delle loro stelle offensive, il quarterback Joe Montana, il wide receiver Jerry Rice e il running back Roger Craig, che non riuscirono a segnare un solo touchdown.

## Partite

### Stagione regolare
| Turno | Data              | Avversario            | Risultato     | Record | Pubblico |
| ----- | ----------------- | --------------------- | ------------- | ------ | -------- |
| 1     | 4/9/1988          | at New Orleans Saints | V 34–33       | 1-0    | 66,357   |
| 2     | 11/9/1988         | at New York Giants    | V 20–17       | 2-0    | 75,943   |
| 3     | 18/9/1988         | Atlanta Falcons       | S 17–34       | 2-1    | 60,168   |
| 4     | 25/9/1988         | at Seattle Seahawks   | V 38–7        | 3-1    | 62,382   |
| 5     | 2/10/1988         | Detroit Lions         | V 20–13       | 4-1    | 58,285   |
| 6     | 9/10/1988         | Denver Broncos        | S 13–16 (DTS) | 4-2    | 61,711   |
| 7     | 16/10/1988        | at Los Angeles Rams   | V 24–21       | 5-2    | 65,450   |
| 8     | 24/10/1988 (Lun.) | at Chicago Bears      | S 9–10        | 5-3    | 65,293   |
| 9     | 30/10/1988        | Minnesota Vikings     | V 24–21       | 6-3    | 60,738   |
| 10    | 6/11/1988         | at Phoenix Cardinals  | S 23–24       | 6-4    | 64,544   |
| 11    | 13/11/1988        | Los Angeles Raiders   | S 3–9         | 6-5    | 54,448   |
| 12    | 21/11/1988 (Lun.) | Washington Redskins   | V 37–21       | 7-5    | 59,268   |
| 13    | 27/11/1988        | at San Diego Chargers | V 48–10       | 8-5    | 51,484   |
| 14    | 4/12/1988         | at Atlanta Falcons    | V 13–3        | 9-5    | 44,048   |
| 15    | 11/12/1988        | New Orleans Saints    | V 30–17       | 10-5   | 62,977   |
| 16    | 18/12/1988        | Los Angeles Rams      | S 16–38       | 10-6   | 62,444   |

### Playoff
| Turno            | Data      | Avversario             | Risultato |
| ---------------- | --------- | ---------------------- | --------- |
| Divisional       | 1/1/1989  | vs. Minnesota Vikings  | V 34-9    |
| NFC Championship | 8/1/1990  | at Chicago Bears       | V 28-3    |
| Super Bowl XXIX  | 22/1/1990 | vs. Cincinnati Bengals | V 20-16   |

## Premi
- Roger Craig:

giocatore offensivo dell'anno
- Jerry Rice:

MVP del Super Bowl